# Diplocephalus connatus
Diplocephalus connatus là một loài nhện trong họ Linyphiidae. Chúng được Philip Bertkau miêu tả năm 1889.

## Phân loài
- Diplocephalus connatus jacksoni Octavius Pickard-Cambridge, 1903